# Hipparchia antipolitanus
Hipparchia antipolitanus är en fjärilsart som beskrevs av Varin 1953. Hipparchia antipolitanus ingår i släktet Hipparchia och familjen praktfjärilar. Inga underarter finns listade i Catalogue of Life.